# Spirostreptus amictus
Spirostreptus amictus är en mångfotingart som beskrevs av Karsch 1881. Spirostreptus amictus ingår i släktet Spirostreptus och familjen Spirostreptidae. Inga underarter finns listade i Catalogue of Life.